# Comuna de Kondratowice
Kondratowice (polaco: Gmina Kondratowice) é uma gminy (comuna) na Polónia, na voivodia de Baixa Silésia e no condado de Strzeliński. A sede do condado é a cidade de Kondratowice.
De acordo com os censos de 2004, a comuna tem 4690 habitantes, com uma densidade 47,8 hab/km².

## Área
Estende-se por uma área de 98,14 km², incluindo:
- área agrícola: 84%
- área florestal: 7%

## Demografia
Dados de 30 de Junho de 2004:
|                      | Total   | Total | Mulheres | Mulheres | Homens  | Homens |
| -------------------- | ------- | ----- | -------- | -------- | ------- | ------ |
|                      | pessoas | %     | pessoas  | %        | pessoas | %      |
| População            | 4690    | 100   | 2368     | 50,5     | 2322    | 49,5   |
| Densidade (pop./km²) | 47,8    | 100   | 24,1     | 24,1     | 23,7    | 23,7   |

De acordo com dados de 2002, o rendimento médio per capita ascendia a 1144,12 zł.

## Subdivisões
- Błotnica, Czerwieniec, Gołostowice, Górka Sobocka, Grzegorzów, Janowiczki, Karczyn, Komorowice, Kondratowice, Księginice Wielkie, Lipowa, Maleszów, Podgaj, Prusy, Rakowice, Strachów, Zarzyca, Żelowice.

## Comunas vizinhas
- Borów, Ciepłowody, Jordanów Śląski, Łagiewniki, Niemcza, Strzelin